# Himbeergallmücke

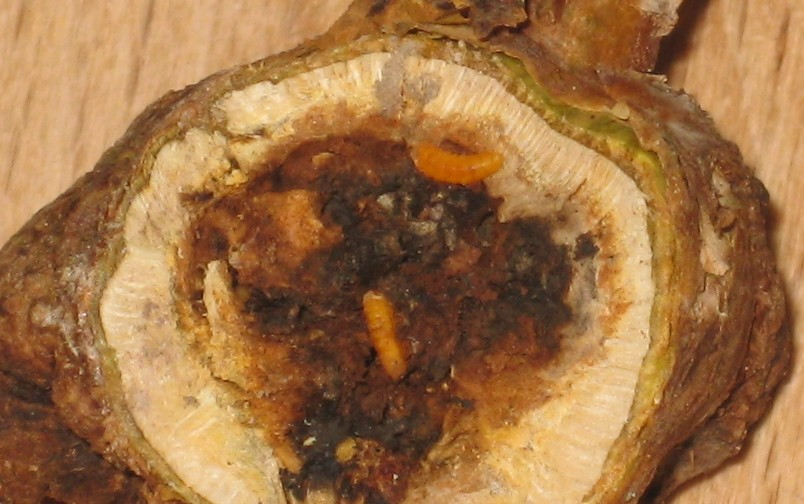
Aufgeschnittene Galle mit Larven der Himbeergallmücke

Die Himbeergallmücke (Lasioptera rubi) ist ein Insekt aus der Familie der Gallmücken einer Unterordnung der Mücken (Nematocera). Sie ist ein selten vorkommender Schädling an Himbeeren.

## Beschreibung

### Merkmale
Die Mücken werden etwa zwei Millimeter lang haben einen kleinen Kopf und große schwarze Augen. Ihr Körper ist braun, am Hinterleib auch schwarz und hat silberne Querstreifen. An den Flügeladern befinden sich dunkle Schuppen. Die Larven sind etwa zwei bis drei Millimeter lang, orangerot mit leichten Einkerbungen rund um den Körper. Die Puppe ist ebenfalls orangerot und zwei Millimeter lang.

### Lebensweise
Die Mücken legen im Mai Eier in Gelegen von etwa 15 Stück an Knospen und junge Triebe von Himbeeren und Brombeeren. Nach etwa zehn Tagen schlüpfen die Larven, die sich in die Triebe bohren und dort die typischen Gallen hervorrufen. Die Larven überwintern in den Gallen und verpuppen sich dort im April. Zwei bis drei Wochen später schlüpfen die ausgewachsenen Insekten. Häufig treten die Mücken auch in wilden Brombeersträuchern auf.

## Pflanzenschädigung

### Symptome
Die Larven der Himbeergallmücke bohren sich in die Ruten und regen diese zur Bildung einer Galle an. Die befallenen Ruten sind in Wachstum und Ertrag beeinträchtigt oder sterben oberhalb der Galle komplett ab.

### Gegenmaßnahmen
Zurzeit sind für den Haus- und Kleingarten keine chemischen Pflanzenschutzmittel zugelassen. Im gewerblichen Anbau ist bis zum 31. Dezember 2016 das Mittel Mospilan SG zugelassen.
Aufgrund der schädigenden Wirkung auf Nützlinge wie Raubmilben, Laufkäfer, Florfliegen und Siebenpunkt-Marienkäfer sollte jedoch die mechanische Bekämpfung bevorzugt werden. Hierzu sollten vor April alle befallenen Ruten abgeschnitten und vernichtet werden. Gegebenenfalls sollte man auch nahe liegende wilde Brombeer- und Himbeersträucher auf Befall kontrollieren.

## Natürliche Feinde
Die Larven der Himbeergallmücke werden von verschiedenen Erzwespen (Chalcidoidea) der Gattungen Eupelmus und Torymus parasitiert.